# Соккенплан (станція метро)
59°16′58″ пн. ш. 18°04′13″ сх. д. / 59.282778° пн. ш. 18.070278° сх. д.
«Соккенплан» (швед. Sockenplan) — станція Зеленої лінії Стокгольмського метрополітену, обслуговується потягами маршруту Т19.
Станція була відкрита 9 вересня 1951 року у складі черги між Гулльмарспланом і Стуребю.
 
Ще в 1930 році трамвай Ербюбанан мав тут зупинку. 
Дистанція метро між станцією Глобен та станцією Стуребю прокладена по старій трамвайній лінії.
Відстань від станції Слюссен 4.6 км.
Пасажирообіг станції в будень — 2,350 осіб (2019)
.
Розташування: мікрорайон Еншедефелтет, Седерорт, Стокгольм
Конструкція: відкрита наземна станція з однією прямою острівною платформою.

## Операції
| Попередня станція               | Лінія | Лінія     | Лінія | Наступна станція     |
| ------------------------------- | ----- | --------- | ----- | -------------------- |
| Еншеде-горд до Гессельбю-странд |       | Лінія T19 |       | Сведмюра до Гагсетра |